# Actor de crisis

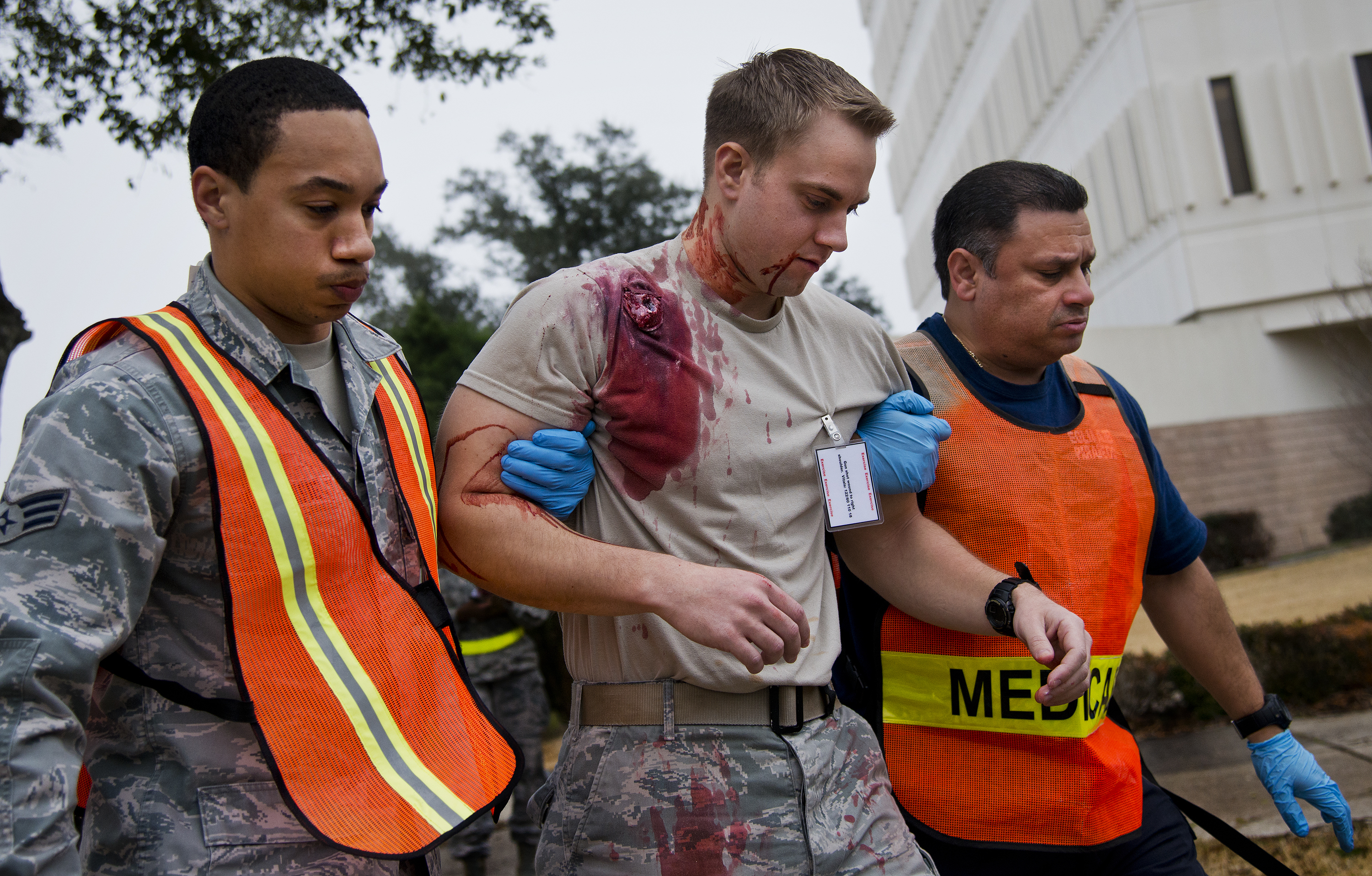
Enfermeros junto a un actor de crisis en un simulacro de tiroteo en la base de la Fuerza Aérea Eglin de Florida en 2014.

Un actor de crisis, también conocido como actor-paciente o actor-víctima, es un actor entrenado y capacitado para representar a una víctima de una catástrofe, durante un simulacro de emergencia formativo para la policía, los bomberos o el personal de los servicios de emergencias. Los actores de crisis se utilizan para crear simulaciones fidedignas de desastres, con el fin de permitir a los servicios de emergencia practicar sus habilidades y ayudar a prepararse y entrenarse en futuros escenarios realistas y a gran escala.
El término también ha sido utilizado por teóricos de la conspiración que afirman que algunos tiroteos masivos y otros atentados terroristas son escenificados por actores de crisis y organizados para promover diversos objetivos políticos.

## Simulaciones de desastres
Los actores de crisis asumen el papel de víctimas y simulan lesiones específicas de una catástrofe para añadir realismo durante un ejercicio de simulacro. A menudo se utiliza maquillaje teatral, así como aparatos de goma y látex, para representar determinadas heridas o afecciones médicas que representen de forma realista las lesiones de las víctimas, una práctica conocida como moulage médico.
Durante los simulacros también se pueden utilizar a actores que interpretan a periodistas, familiares de las víctimas y ciudadanos preocupados, con el objetivo de aumentar el dramatismo. De esta manera, se puede analizar la forma de actuación de los servicios de emergencia frente a demandas y peticiones de gran carga emocional.

## Teorías conspirativas
En Estados Unidos, el término ha sido utilizado por los teóricos de la conspiración que afirman que algunos tiroteos masivos y otros actos terroristas son escenificados para promover diversos objetivos políticos. Se cree que el uso del término por parte de los conspiracionistas se originó en 2012, cuando un blog del exprofesor y teórico de la conspiración James Tracy sugirió que el gobierno podría haber contratado a una agencia de actores llamada Visionbox para ayudar a escenificar el tiroteo de la Escuela Primaria de Sandy Hook. La agencia Visionbox ofrecía formación dramática a actores con la intención de ayudar a «aportar un intenso realismo a la simulación de incidentes con víctimas masivas en lugares públicos».
Tracy también promovió la hipótesis de que en el atentado de la maratón de Boston intervinieron actores de crisis. Los teóricos de la conspiración han afirmado falsamente que estos atentados son «operaciones de bandera falsa» organizadas por fuerzas gubernamentales o empresariales para lograr algún objetivo en particular, como justificar una mayor vigilancia de la población, la reducción del uso de armas de los ciudadanos o iniciar una acción militar contra la supuesta o supuestas naciones o grupos culpables. En este contexto, se afirma que los actores de crisis interpretan el papel de transeúntes o testigos, personal de respuesta a emergencias y (con la ayuda de maquillaje escénico) víctimas heridas en dicho atentado.
Entre los defensores de esta teoría de la conspiración se encuentran Alex Jones y medios como True Pundit. En abril de 2018, los padres de dos niños asesinados en el tiroteo de Sandy Hook presentaron una demanda contra Jones por difamación, acusándole a él y a su sitio web InfoWars de participar en una «campaña de afirmaciones falsas, crueles y peligrosas». En noviembre de 2021, Jones fue declarado culpable tras no proporcionar documentos al tribunal, aunque anunció que apelaría la decisión. En agosto de 2022, el jurado del caso Heslin contra Jones ordenó que Jones pagara 4,1 millones de dólares en concepto de daños compensatorios y 45,2 millones de dólares en concepto de daños punitivos. Durante el juicio, Jones admitió que el tiroteo de Sandy Hook era «100% real» y coincidió con su propio abogado en que era «absolutamente irresponsable» difundir falsedades sobre el tiroteo y sus víctimas.
Durante la guerra de 2023 entre Israel y Hamás, circularon por las redes sociales acusaciones de que las víctimas de ambos bandos eran actores de crisis.